# لاف بايتس
«لاف بايتس» (بالإنجليزية: Love Bites)‏، هي أغنية بالاد لفرقة الهارد روك البريطانية ديف ليبارد من ألبومها لعام 1987 هستيريا، والأغنية المنفردة الوحيدة لديف ليبارد التي وصلت للمرتبة الأولى على لائحة بيلبورد هوت 100 حتى اليوم.

## الأغنية
عندما لفت روبرت جون «مات» لانج انتباه الفرقة نحو الأغنية، كانت أغنية بالاد ريفي، التي ظنت الفرقة أنها لا تبدو كشيء قامت به من قبل. أضافت الفرقة لاحقت عناصر باور روك وأصواتاً مساعدة عاطفية مشابهة لتلك المستعملة في بالاد الريذم آند بلوز ذلك الوقت. كان العنوان «لاف بايتس» مستعملاً لأغنية مختلفة كثيراً والتي سميت في النهاية باسم «آي وانا بي يور هيرو»، والتي ظهرت كالوجه ب في هستيريا ولاحقاً في الألبوم ريترو أكتيف.
مع القوة الدافعة الهائلة التي ولدتها «بور سام شغر أون مي»، أُصدرت الأغنية في أغسطس 1988 وانطلقت بسرعة نحو صدارة اللوائح الأمريكية، مطيحة بأغنية بوبي مكفيرين، «دونت ووري، بي هابي». احتلت الأغنية المرتبة الأولى لمدة ثلاثة أسابيع إلى أن تخلت عنها لصالح أغنية يو بي 40، «ريد ريد واين». حصلت الأغنية أيضاً على المرتبة ال11 في المملكة المتحدة (وهو ثاني أفضل أداء للفرقة من نفس الألبوم).

## قائمة الأغاني

### 7": بلادجن ريفولا / فيرتيغو / بوليغرام / 830 675-1 (الولايات المتحدة)
1. «لاف بايتس»
2. «بيلي'ز غات أ غان (مباشر)»

## اللوائح
| اللائحة (1988-1989)                                          | أعلى مركز |
| ------------------------------------------------------------ | --------- |
| أستراليا (أريا)                                              | 21        |
| أفضل الأغاني المنفردة آر بي إم الكندية                       | 6         |
| نيوزيلندا (ريكوردد ميوزك إن زي)                              | 2         |
| الأغاني المنفردة في المملكة المتحدة (أوفيشال تشارتس كومباني) | 11        |
| بيلبورد هوت 100 الأمريكية                                    | 1         |